# Гурон (Південна Дакота)
Г’юран (англ. Huron, | ˈhjuːˌrɑːn | ) — місто (англ. city) в США, адміністративний центр округу Бідл штату Південна Дакота. Населення — 14 263 особи (2020). Дев'яте місце в штаті. У Гуроні проводиться традиційний ярмарок штату.

## Історія

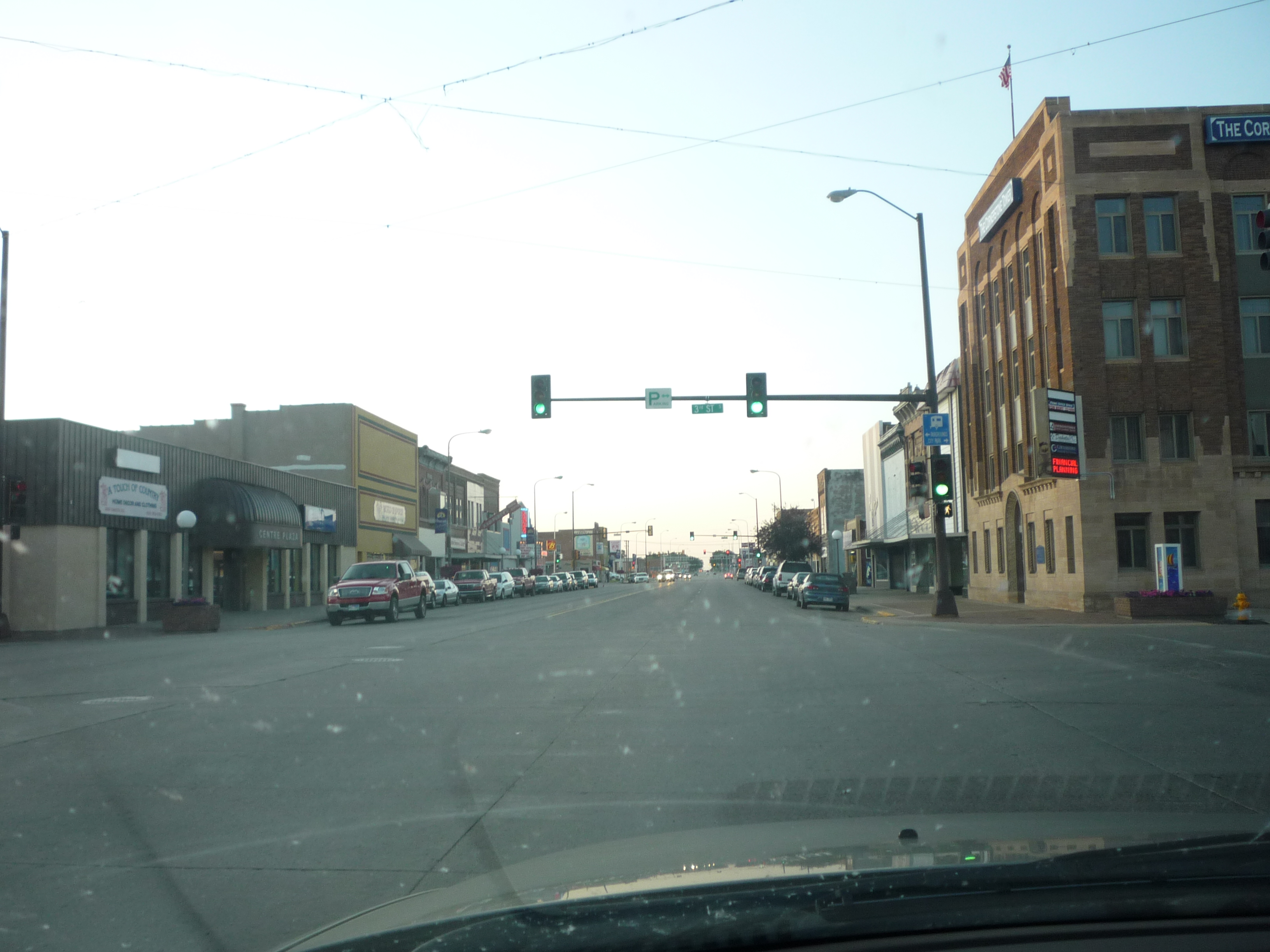
Г’юран, центр міста

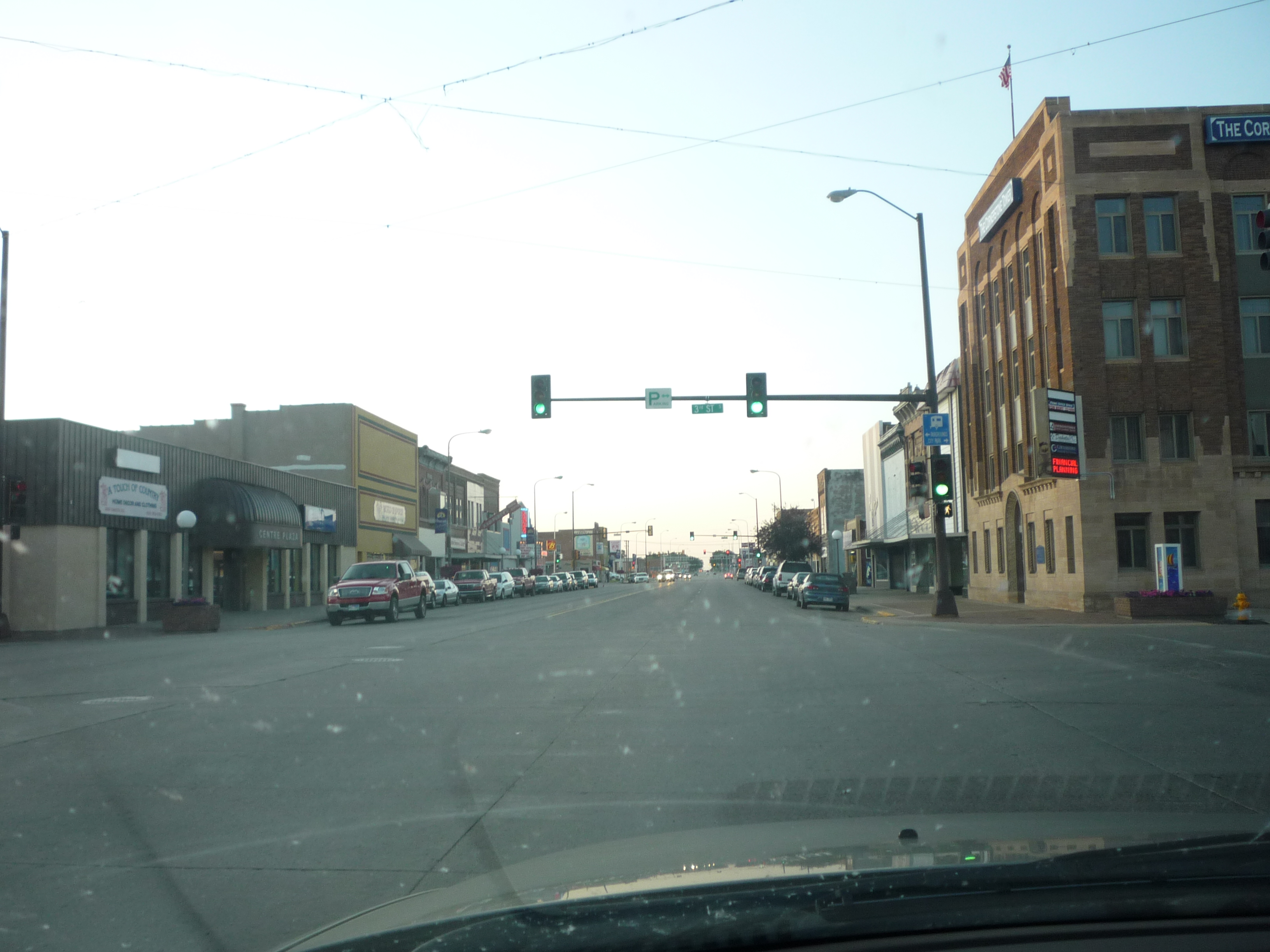
Гурон, центр міста

Місто Гурон було засноване як залізнична станція під час залізничного буму 1880-х років. Свою назву воно отримало від індіанського племені Гурон.

## Географія
Гурон розташований за координатами 44°21′44″ пн. ш. 98°12′37″ зх. д. / 44.36222° пн. ш. 98.21028° зх. д. (44.362344, -98.210383).  За даними Бюро перепису населення США в 2010 році місто мало площу 27,36 км², з яких 24,54 км² — суходіл та 2,82 км² — водойми.

### Клімат
| Клімат : Гурон                                                           | Клімат : Гурон | Клімат : Гурон | Клімат : Гурон | Клімат : Гурон | Клімат : Гурон | Клімат : Гурон | Клімат : Гурон | Клімат : Гурон | Клімат : Гурон | Клімат : Гурон | Клімат : Гурон | Клімат : Гурон | Клімат : Гурон |
| Показник                                                                 | Січ.           | Лют.           | Бер.           | Квіт.          | Трав.          | Черв.          | Лип.           | Серп.          | Вер.           | Жовт.          | Лист.          | Груд.          | Рік            |
| Абсолютний максимум, °C                                                  | 18,3           | 21,7           | 31,7           | 36,1           | 41,1           | 42,8           | 44,4           | 43,3           | 41,1           | 38,9           | 30,0           | 21,7           | 44,4           |
| Середній максимум, °C                                                    | −2,9           | −0,1           | 6,5            | 15,0           | 21,2           | 26,4           | 30,0           | 28,9           | 23,7           | 15,8           | 6,1            | −1,7           | 14,2           |
| Середній мінімум, °C                                                     | −14,1          | −11,4          | −5,2           | 1,1            | 7,8            | 13,3           | 16,3           | 15,1           | 9,3            | 1,9            | −5,4           | −12,5          | 1,4            |
| Абсолютний мінімум, °C                                                   | −41,7          | −40,6          | −31,7          | −18,9          | −8,9           | −0,6           | 2,8            | 0,6            | −7,8           | −21,1          | −33,3          | −36,7          | −41,7          |
| Середня кількість сонячних годин на місяць                               | 179,7          | 182,8          | 229,9          | 251,7          | 307,0          | 332,8          | 362,4          | 329,3          | 258,9          | 215,9          | 152,1          | 144,1          | 2946           |
| Норма опадів, мм                                                         | 13             | 15             | 37             | 59             | 79             | 100            | 74             | 62             | 62             | 45             | 22             | 13             | 582            |
| Днів з опадами                                                           | 5,6            | 6,3            | 7,5            | 8,7            | 11,0           | 11,2           | 8,8            | 7,6            | 7,5            | 7,0            | 5,7            | 5,8            | 92,7           |
| Днів зі снігом                                                           | 6,1            | 6,1            | 4,5            | 2,0            | 0              | 0              | 0              | 0              | 0              | 0,6            | 4,2            | 6,6            | 30,1           |
| Вологість повітря, %                                                     | 71.2           | 73.7           | 73.3           | 66.3           | 66.3           | 68.3           | 65.8           | 66.6           | 67.7           | 66.8           | 72.8           | 74.0           | 69.4           |
| ------------------------------------------------------------------------ | -------------- | -------------- | -------------- | -------------- | -------------- | -------------- | -------------- | -------------- | -------------- | -------------- | -------------- | -------------- | -------------- |
| Джерело: NOAA (relative humidity and sun 1961−1990), The Weather Channel |                |                |                |                |                |                |                |                |                |                |                |                |                |

## Демографія
Згідно з переписом 2010 року, у місті мешкали 12 592 особи в 5418 домогосподарствах у складі 3179 родин. Густота населення становила 460 осіб/км².  Було 6023 помешкання (220/км²).
Расовий склад населення:
| - 86,9 % — білих - 4,9 % — азіатів - 1,2 % — корінних американців - 1,0 % — чорних або афроамериканців - 0,1 % — вихідців з тихоокеанських островів - 3,9 % — осіб інших рас |

До двох чи більше рас належало 1,9 %. Частка іспаномовних становила 9,8 % від усіх жителів.
За віковим діапазоном населення розподілялося таким чином: 24,1 % — особи молодші 18 років, 58,1 % — особи у віці 18—64 років, 17,8 % — особи у віці 65 років та старші. Медіана віку мешканця становила 39,8 року. На 100 осіб жіночої статі у місті припадало 97,8 чоловіків;  на 100 жінок у віці від 18 років та старших — 95,3 чоловіків також старших 18 років.
Середній дохід на одне домашнє господарство  становив 52 855 доларів США (медіана — 41 899), а середній дохід на одну сім'ю — 64 478 доларів (медіана — 54 974). Медіана доходів становила 40 492 долари для чоловіків та 31 636 доларів для жінок. За межею бідності перебувало 24,3 % осіб, у тому числі 40,1 % дітей у віці до 18 років та 8,5 % осіб у віці 65 років та старших.
Цивільне працевлаштоване населення становило 6395 осіб. Основні галузі зайнятості: виробництво — 25,9 %, освіта, охорона здоров'я та соціальна допомога — 18,9 %, роздрібна торгівля — 12,7 %, мистецтво, розваги та відпочинок — 7,6 %.

## Історія
Місто Гурон було засноване як залізнична станція під час залізничного буму 1880-х років. Свою назву воно отримало від індіанського племені Гурон.